# Lissonota apprima
Lissonota apprima là một loài tò vò trong họ Ichneumonidae.